# Buyant
Buyant (mongol cyrillique : Буянт сум, Buyant sum) est un sum de l'aïmag (province) de Khovd dans l’ouest de la Mongolie. Sa capitale est Buyant.